# Lijst van rijksmonumenten in Zwolle (gemeente)
De gemeente Zwolle telt 490 inschrijvingen in het rijksmonumentenregister, hieronder een overzicht. 

## Herfte
De plaats Herfte telt 1 inschrijving in het rijksmonumentenregister.
| Object                    | Oorspronkelijke functie? | Bouwjaar                            | Architect | Locatie         | Coördinaten?                 | Nr.?  | Afbeelding  |
| ------------------------- | ------------------------ | ----------------------------------- | --------- | --------------- | ---------------------------- | ----- | ----------- |
| Boerderijcomplex "Herfte" | Boerderij                | 1873 (bedrijfsdeel) 1878 (voorhuis) |           | Valkenbergweg 2 | 52° 30' 29" NB, 6° 8' 56" OL | 41905 | Upload foto |

## Spoolde
De plaats Spoolde telt 3 inschrijvingen in het rijksmonumentenregister.
| Object                                                                          | Oorspronkelijke functie? | Bouwjaar | Architect            | Locatie             | Coördinaten?                 | Nr.?  | Afbeelding        |
| ------------------------------------------------------------------------------- | ------------------------ | --- | -------------------- | ------------------- | ---------------------------- | ----- | ----------------- |
| Katerveerhuis                                                                   | Gebouw                   | 1859 | J.G.J. van Roosmalen | Katerveerdijk 3     | 52° 29' 57" NB, 6° 3' 32" OL | 41901 | Meer afbeeldingen |
| Gepleisterd rechthoekig gebouw onder schilddak met verdieping en houten veranda | Gebouw                   | midden 19e eeuw |                      | Katerveerdijk 10    | 52° 29' 57" NB, 6° 3' 33" OL | 41902 | Meer afbeeldingen |
| Katerveersluizen                                                                | Waterkering en -doorlaat | 1818-'19 (kleine sluis) 1873 (grote sluis, ophaalbruggen) 1950 (sluiswachtershuis) 1988 (rest. grote sluis) 1995 (rest. kleine sluis) |                      | bij Katerveerdijk 3 | 52° 29' 59" NB, 6° 3' 28" OL | 41903 | Meer afbeeldingen |

## Wijthmen
De plaats Wijthmen telt 12 inschrijvingen in het rijksmonumentenregister.
| Object                                                 | Oorspronkelijke functie?  | Bouwjaar | Architect | Locatie           | Coördinaten?                  | Nr.?   | Afbeelding        |
| ------------------------------------------------------ | ------------------------- | --- | --------- | ----------------- | ----------------------------- | ------ | ----------------- |
| Huis Boschwijk                                         | Kasteel, buitenplaats     | midden 18e eeuw (middendeel) 1750-1800 (verdieping, torentje) ca. 1800 (zijvleugels, park) 1800-1825 (toegangshek) 1839 (koetshuis) |           | Heinoseweg        | 52° 29' 59" NB, 6° 8' 20" OL  | 41911  | Upload foto       |
| Huize Soeslo                                           | Boerderij                 | ca. 1770 (1e bouwlaag) 1815 (2e bouwlaag)                                                                                           |           | Heinoseweg 18     | 52° 28' 49" NB, 6° 10' 5" OL  | 41912  | Meer afbeeldingen |
| Café De Mol                                            | Boerderij                 | ca. 1800 |           | Heinoseweg 32     | 52° 29' 10" NB, 6° 10' 30" OL | 41913  | Meer afbeeldingen |
| Huize Soeslo, park                                     | Tuin, park en plantsoen   | tussen 1700 en 1815 (formele stijl) vanaf 1815 (landschapsstijl)                                                                    |           | bij Heinoseweg 18 | 52° 28' 49" NB, 6° 10' 7" OL  | 527187 | Meer afbeeldingen |
| Huize Soeslo, hoofdhuis                                | Kasteel, buitenplaats     | ca. 1770 (1e bouwlaag) 1815 (2e bouwlaag)                                                                                           |           | Heinoseweg 18     | 52° 28' 49" NB, 6° 10' 7" OL  | 527188 | Meer afbeeldingen |
| Huize Soeslo, koetshuis annex dienstwoning             | Bijgebouwen kastelen enz. | 17e eeuw |           | Heinoseweg 20     | 52° 28' 49" NB, 6° 10' 6" OL  | 527189 | Meer afbeeldingen |
| Huize Soeslo, boerderij met aangrenzende schuur        | Bijgebouwen kastelen enz. | 19e eeuw |           | Heinoseweg 22     | 52° 28' 48" NB, 6° 10' 7" OL  | 527190 | Meer afbeeldingen |
| Huize Soeslo, hooiberg (I) met zeszijdige rieten kap   | Bijgebouwen kastelen enz. | 1900-1950 |           | bij Heinoseweg 22 | 52° 28' 48" NB, 6° 10' 7" OL  | 527191 | Meer afbeeldingen |
| Huize Soeslo, hooiberg (II) met vijfzijdige rieten kap | Bijgebouwen kastelen enz. | verm. eind 19e eeuw |           | bij Heinoseweg 22 | 52° 28' 48" NB, 6° 10' 7" OL  | 527192 | Meer afbeeldingen |
| Huize Soeslo, tuinmuur (I) met schuurtje               | Bijgebouwen kastelen enz. | verm. 18e-19e eeuw |           | bij Heinoseweg 22 | 52° 28' 48" NB, 6° 10' 7" OL  | 527193 | Upload foto       |
| Huize Soeslo, tuinmuur (II)                            | Tuin, park en plantsoen   | verm. eind 19e eeuw |           | bij Heinoseweg 22 | 52° 28' 48" NB, 6° 10' 7" OL  | 527194 | Upload foto       |
| Huize Soeslo, kweekbak in moestuin                     | Tuin, park en plantsoen   | verm. eind 19e eeuw |           | bij Heinoseweg 22 | 52° 28' 48" NB, 6° 10' 7" OL  | 527195 | Meer afbeeldingen |

## Windesheim
De plaats Windesheim telt 29 inschrijvingen in het rijksmonumentenregister. Zie Lijst van rijksmonumenten in Windesheim voor een overzicht.

## Zwolle
De plaats Zwolle telt 443 inschrijvingen in het rijksmonumentenregister. Zie Lijst van rijksmonumenten in Zwolle (plaats) voor een overzicht.
Almelo ·
Borne ·
Dalfsen ·
Deventer ·
Dinkelland ·
Enschede ·
Haaksbergen ·
Hardenberg ·
Hellendoorn ·
Hengelo ·
Hof van Twente ·
Kampen ·
Losser ·
Oldenzaal ·
Olst-Wijhe ·
Ommen ·
Raalte ·
Rijssen-Holten ·
Staphorst ·
Steenwijkerland ·
Tubbergen ·
Twenterand ·
Wierden ·
Zwartewaterland ·
Zwolle